# Freddy
Freddy (auch Fredi oder Freddie geschrieben) ist sowohl ein eigenständiger männlicher (ausnahmsweise auch weiblicher) Vorname als auch eine Kurzform verschiedener Vornamen wie Alfred,  Friedrich oder Manfred.

## Namensträger

### VarianteFreddie
- Freddie Aguilar (1953–2025), philippinischer Rockmusiker
- Freddie Bartholomew (1924–1992), US-amerikanischer Schauspieler
- Freddie Boath (* 1991), britischer Schauspieler
- Freddie Brocksieper (1912–1990), deutscher Jazz-Musiker
- Freddie de Clifford (1907–1982), britischer Automobilrennfahrer und Peer
- Freddie Cochrane (1915–1993), US-amerikanischer Boxer im Weltergewicht
- Freddie Cunliffe (* 1981), Film- und Fernsehschauspieler
- Freddie Debono (* 1944), maltesischer Fußballtorwart
- Freddie Deronde (1938–2012), belgischer Jazz-Bassist
- Freddie Dixon (1892–1956), britischer Motorrad- und Automobilrennfahrer
- Freddie Fields (1923–2007), US-amerikanischer Hollywoodagent und Filmproduzent
- Freddie Findlay (* 1983), britischer Schauspieler
- Freddie Fox (* 1989), britischer Film- und Theaterschauspieler
- Freddie Francis (1917–2007), britischer Kameramann und Filmregisseur
- Freddie Frinton (1909–1968), britischer Komiker (Dinner for One)
- Freddie Frith, OBE (1909–1988), britischer Motorradrennfahrer
- Freddie Gambrell (1936–2004), US-amerikanischer Jazzmusiker
- Freddie Garrity (1936–2006), britischer Musiker
- Freddie Gavita (* 1985), britischer Jazztrompeter
- Freddie Gibbs (* 1982), US-amerikanischer Rapper
- Freddie Gilroy (1936–2016), britischer bzw. irischer Boxer
- Freddie Goodwin (1933–2016), englischer Fußballspieler und -trainer
- Freddie Green (1911–1987), US-amerikanischer Jazzgitarrist
- Freddie Grubb (1887–1949), britischer Radsportler und Fahrradbauer
- Freddie Gruber (1927–2011), US-amerikanischer Jazz-Schlagzeuger und Musikpädagoge
- Freddie Hamilton (* 1992), kanadischer Eishockeyspieler
- Freddie Hart (1926–2018), US-amerikanischer Country-Sänger
- Freddie Hice (* ?), US-amerikanischer Stuntman, Stunt-Koordinator, Second-Unit-Regisseur und Schauspieler
- Freddie Hicks (1899/1900–1931), britischer Motorradrennfahrer
- Freddie Highmore (* 1992), britischer Schauspieler
- Freddie Hubbard (1938–2008), US-amerikanischer Jazz-Trompeter
- Freddie Jackson (* 1956), US-amerikanischer Soul-Sänger
- Freddie Jones (1927–2019), britischer Schauspieler
- Freddie Keppard (1889/90–1933), US-amerikanischer Kornettist im frühen Jazz
- Freddie King (1934–1976), US-amerikanischer Bluesmusiker
- Freddie Kohlman (1918–1990), US-amerikanischer Jazz-Schlagzeuger, Sänger und Bandleader
- Freddie Laker (1922–2006), britischer Geschäftsmann (Laker Airways)
- Freddie Little (* 1936), US-amerikanischer Boxer im Halbmittelgewicht
- Freddie Ljungberg (* 1977), schwedischer Fußballspieler
- Freddie Logan (um 1930–2003), britischer Jazzmusiker
- Freddie McCoy (1932–2009), US-amerikanischer Vibraphonist des Soul Jazz
- Freddie McGregor (* 1956), Reggae-Sänger, Musiker und Produzent
- Freddie Mercury (1946–1991), britischer Sänger
- Freddie Micallef (1939–2011), maltesischer Politiker (PL)
- Freddie Miller (1911–1962), US-amerikanischer Boxer im Federgewicht
- Freddie Mills (1919–1965), britischer Boxer
- Freddie Moore (1900–1992), US-amerikanischer Jazzmusiker
- Freddie Norwood (* 1970), US-amerikanischer Boxer im Federgewicht
- Freddie Oversteegen (1925–2018), niederländische Widerstandskämpferin
- Freddie Pendleton (* 1963), US-amerikanischer Boxer im Leichtgewicht
- Freddie Prinze (1954–1977), US-amerikanischer Schauspieler und Bühnenkomiker
- Freddie Prinze junior (* 1976), US-amerikanischer Schauspieler
- Freddie Redd (1928–2021), US-amerikanischer Jazz-Pianist und Komponist des Hardbop
- Freddie Rich (1898–1956), US-amerikanischer Pianist, Komponist und Bigband-Leader
- Freddie Roach (1931–1980), US-amerikanischer Soul-Jazz-Organist
- Freddie Roach (* 1960), US-amerikanischer Boxer und Boxtrainer
- Freddie Röckenhaus (* 1956), deutscher Journalist und Dokumentarfilmer
- Freddie Scappaticci (1946–2023), angeblicher Doppelagent des britischen Militärgeheimdienstes
- Freddie Scott (1933–2007), afroamerikanischer Rhythm-and-Blues- und Soulsänger
- Freddie Sears (* 1989), englischer Fußballspieler
- Freddie Simpson (Fredda Marie Simpson; * um 1960), US-amerikanische Schauspielerin
- Freddie Slack (1910–1965), US-amerikanischer Pianist, Komponist und Bigband-Leader
- Freddie Smith (* 1988), US-amerikanischer Schauspieler
- Freddie Spencer (* 1961), US-amerikanischer Motorradrennfahrer
- Freddie Spencer (1902–1992), US-amerikanischer Radsportler
- Freddie Starr (1943–2019), englischer Komiker, Stimmen-Imitator und Schlagersänger
- Freddie Steele (1912–1984), US-amerikanischer Boxer im Mittelgewicht
- Freddie Stroma (* 1987), britischer Schauspieler
- Freddie Tomlins (1919–1943), britischer Eiskunstläufer
- Freddie Waits (1943–1989), US-amerikanischer Jazz-Schlagzeuger
- Freddie Washington (um 1900–nach 1960), US-amerikanischer Jazzpianist
- Freddie Webster (1916–1947), US-amerikanischer Jazztrompeter des Swing und Bebop
- Freddie Welsh (1886–1927), britischer Boxer im Leichtgewicht
- Freddie Wolff (1910–1988), britischer Sprinter und Olympiasieger
- Freddie Wong (* 1985), Sino-amerikanischer Filmemacher, VFX-Artist und E-Sportler
- Freddie Young, OBE (1902–1998), britischer Kameramann und Filmregisseur

### VarianteFreddy
- Freddy Adu (* 1989), US-amerikanischer Fußballspieler
- Freddy Alborta (1932–2005), bolivianischer Fotograf
- Freddy Allemann (* 1957), Schweizer Schriftsteller und Performer
- Freddy Bichot (* 1979), französischer Radrennfahrer
- Freddy Bienstock (1928–2009), US-amerikanischer Musikproduzent
- Freddy Birset (1948–2021), belgischer Sänger
- Freddy Borg (* 1983), schwedischer Fußballspieler
- Freddy Breck (1942–2008), deutscher Schlagersänger
- Freddy Buache (1924–2019), Schweizer Journalist, Filmkritiker und Filmhistoriker
- Freddy Antonio de Jesús Bretón Martínez (* 1947), Erzbischof von Santiago de los Caballeros
- Freddy Cannon (* 1940), US-amerikanischer Rock’n’Roll-Sänger
- Freddy Castillo (* 1955), mexikanischer Boxer im Fliegen- und Halbfliegengewicht
- Freddy Christmann (1931–2007), deutscher Trompeter des Modern Jazz
- Freddy Cole (1931–2020), US-amerikanischer Jazz-Pianist und Sänger
- Freddy Cremer (* 1957), belgischer Sekundarschullehrer, Historiker, Philosoph und Politiker
- Freddy Deeb (* 1955), libanesisch-amerikanischer Pokerspieler
- Freddy Derwahl (* 1946), belgischer Schriftsteller und Journalist
- Freddy Eastwood (* 1983), walisischer Fußballspieler
- Freddy Ehlers (* 1945), ecuadorianischer Journalist und Politiker
- Freddy Eichelberger (* 1961), französischer Organist und Cembalist
- Freddy Eugen (1941–2018), dänischer Radrennfahrer
- Freddy Fender (1937–2006), US-amerikanischer Country-Sänger
- Freddy Fischer (* 1968), deutscher Disco-Musiker
- Freddy Frewer (* 1938), deutschnamibischer Radiomoderator, Musikexperte und Schauspieler
- Freddy Jesús Fuenmayor Suárez (* 1949), venezolanischer Priester und Bischof von Los Teques
- Freddy Gardner (1910–1950), britischer Musiker und Bandleader im Bereich des Swing und der Tanzmusik
- Freddy Geiger (1955–2024), Schweizer Unternehmer
- Freddy Gigele (* 1961), österreichischer Musiker und Komponist
- Freddy Ginebra (* 1944), dominikanischer Kulturmanager, Schriftsteller und Journalist
- Freddy González (* 1977), venezolanischer Mittel- und Langstreckenläufer
- Freddy Paul Grunert (* 1959), deutscher Künstler und Kurator
- Freddy Heß (* 1964), deutscher Fußballspieler
- Freddy Jenkins (1906–1978), US-amerikanischer Jazz-Trompeter des Swing
- Freddy Johnson (1904–1961), US-amerikanischer Jazz-Pianist, Sänger und Bandleader des Swing
- Freddy Kalas (* 1990), norwegischer Musiker
- Freddy Kempf (* 1977), englischer Pianist
- Freddy Koch (1916–1980), dänischer Film- und Theaterschauspieler sowie Theaterregisseur
- Freddy Kottulinsky (1932–2010), Renn- und Rallyefahrer
- Freddy Lemmerer (* 1970), österreichischer Kampfsportler und Bodybuilder
- Freddy Lim (* 1976), taiwanischer Musiker, Aktivist und Politiker
- Freddy Locks (* 1977), portugiesischer Reggae-Musiker
- Freddy Loix (* 1970), belgischer Rallyefahrer
- Freddy Maertens (* 1952), belgischer Radrennfahrer
- Freddy Mamani (* 1971), bolivianischer Ingenieur, Maurer und Architekt
- Freddy Martin (1906–1983), US-amerikanischer Tenorsaxophonist und Bandleader der Tanzband-Ära
- Freddy Mayola (* 1977), kubanischer Sprinter
- Freddy Meyer (* 1981), US-amerikanischer Eishockeyspieler und -trainer
- Freddy Milton (* 1948), dänischer Comiczeichner und Comicautor
- Freddy Mombongo-Dues (* 1985), kongolesisch-deutscher Fußballspieler
- Freddy Montaña (* 1982), kolumbianischer Radrennfahrer
- Freddy Nock (1964–2024), Schweizer Hochseilartist, Stuntman und Extremsportler
- Freddy André Øvstegård (* 1994), norwegischer Politiker
- Freddy Pérez (1988–2010), venezolanischer Apnoetaucher
- Freddy Piamonte (* 1982), kolumbianischer Straßenradrennfahrer
- Freddy Quinn (* 1931), österreichischer Schlagersänger und Schauspieler
- Freddy Randall (1921–1999), britischer Jazz-Trompeter und Bandleader
- Freddy Rincón (1966–2022), kolumbianischer Fußballspieler und Kapitän des Nationalteams
- Freddy Rodríguez (* 1975), US-amerikanischer Schauspieler
- Freddy Rousselle (1927–2016), belgischer Automobilrennfahrer
- Freddy Sahin-Scholl (* 1953), deutscher Sänger und Komponist
- Freddy Schauwecker (* 1943), deutscher Jazzmusiker, Werbefachmann und Autor
- Freddy Scherer (* 1960), deutscher Ringer
- Freddy Schissler (* 1962), deutscher Journalist und Buchautor
- Freddy Schweitzer (1907–1950), deutscher Jazzmusiker und Komiker
- Freddy Schwienbacher (* 1975), italienischer Skilangläufer
- Freddy Söderberg (* 1984), schwedischer Fußballspieler
- Freddy Sunder (1931–2016), belgischer Jazzmusiker und Arrangeur
- Freddy Taylor, US-amerikanischer Jazz-Sänger, Trompeter, Tänzer und Bandleader des Swing
- Freddy Thielemans (1944–2022), belgischer Politiker (PS)
- Freddy Thiriet (1921–1986), französischer Byzantinist
- Freddy Van Oystaeyen (* 1947), belgischer Mathematiker
- Freddy Vargas (* 1982), venezolanischer Radrennfahrer
- Freddy Willockx (1947–2024), belgischer Politiker

### VarianteFredi
- Fredi Albrecht (* 1947), deutscher Ringer und Kampfrichter
- Fredi Bobic (* 1971), deutscher Fußballspieler und -manager
- Fredi Breunig (* 1959), deutscher Kabarettist und Mundart-Autor
- Fredi Camminadi (1924–2023), deutscher Politiker (SPD)
- Fredi Chiappelli (1921–1990), italienischer Philologe und Renaissanceforscher
- Fredi Jirkal (* 1967), österreichischer Kabarettist
- Fredi Lauten (1926–2008), deutscher Fußballspieler
- Fredi Lerch (* 1954), Schweizer Publizist
- Fredi Lüscher (1943–2006), Schweizer Jazzpianist und Autor
- Fredi M. Murer (* 1940), Schweizer Filmemacher
- Fredi Pankonin (1927–2018), deutscher Handballtorwart
- Fredi Winter (* 1948), deutscher Politiker (SPD)

### VarianteFredy
- Fredy Arco (* 1958), spanischer ehemaliger Kinderdarsteller
- Fredy Barten (1891–1972), deutscher Film- und Fernsehschauspieler
- Fredy Bickel (* 1965), freischaffender Schweizer Journalist
- Fredy Bieler (1923–2013), Schweizer Eishockeyspieler
- Fredy Brock (1926–1992), deutscher Musiker, Schauspieler, Entertainer und Komiker
- Fredy Budzinski (1879–1970), deutscher Radsport-Journalist
- Fredy Bühler (1938–2021), Schweizer Jazzmusiker
- Fredy Cedeño (* 1981), venezolanischer Volleyballspieler
- Fredy Clavijo (* 1955), uruguayischer Fußballspieler
- Fredy Fässler (* 1959), Schweizer Politiker (SP)
- Fredy Fautrel (* 1971), französischer Fußballschiedsrichter
- Fredy Glanzmann (* 1963), Schweizer Nordischer Kombinierer
- Fredy González (* 1975), kolumbianischer Radrennfahrer
- Fredy Gsteiger (* 1962), Schweizer Journalist und Autor
- Fredy Guarín (* 1986), kolumbianischer Fußballspieler
- Fredy Hämmerli (* 1952), Schweizer Journalist und Buchautor
- Fredy Hirsch (1916–1944), deutscher Funktionär des Jüdischen Pfadfinderbundes und jüdischer Häftling im KZ Auschwitz-Birkenau
- Fredy Knie junior (* 1946), Schweizer Zirkusdirektor und Pferdedresseur
- Fredy Knie senior (1920–2003), Schweizer Zirkusdirektor
- Fredy Kunz (* 1944), Schweizer Schauspieler, Regisseur und Theaterleiter
- Fredy Lienhard (1927–2012), Schweizer Bühnenautor und Kabarettist
- Fredy Lienhard (* 1947), Schweizer Unternehmer und Automobilrennfahrer
- Fredy Meyer (1945–2024), deutscher Oberstudienrat, Historiker und Buchautor
- Fredy Montero (* 1987), kolumbianischer Fußballspieler
- Fredy Müller (1905–1959), deutscher Leichtathlet
- Fredy Mutz (1926–2001), deutscher Fußballspieler und Funktionär
- Fredy Reyna (1917–2001), venezolanischer Cuatrospieler und Musikpädagoge
- Fredy Rüegg (1934–2010), Schweizer Radrennfahrer
- Fredy Schäfer (1933–2017), deutscher Postbeamter und Politiker (CDU)
- Fredy Schär (* 1964), Schweizer Liedermacher, Trobador, Kabarettist und Witzerzähler
- Fredy Scheim (1892–1957), Schweizer Schauspieler
- Fredy Schmidtke (1961–2017), deutscher Bahnradsportler und Olympiasieger
- Fredy Sieg (1878–1962), deutscher Schauspieler, Kabarettist, Komiker und volkstümlicher Vortragskünstler
- Fredy Stach (1936–2007), deutscher Politiker (SPD)
- Fredy Staub (* 1952), Schweizer reformierter Geistlicher und Publizist
- Fredy Studer (1948–2022), Schweizer Schlagzeuger im Jazz und in der Neuen Musik
- Fredy Sutermeister (1873–1934), Schweizer reformierter Pfarrer und religiöser Sozialist
- Fredy Thompson (* 1982), guatemaltekischer Fußballspieler

## Künstlername
- Daddy Freddy (Frederic Nelson; * 1965), jamaikanischer Musiker

## Fiktive Personen
- Freddy Krueger, Horrorfilmfigur
- Freddy Schenk, Kölner Tatort-Kommissar, siehe Ballauf und Schenk
- Freddy der Esel, Hauptfigur der gleichnamigen Hörspielserie